# Емиле Бонджорни
Емиле Бонджорни (на френски: Émile Bongiorni) е френски футболист от италиански произход, нападател.

## Кариера
Бонджорни играе за Расинг Париж, като по това време изиграва и пет мача за националния отбор на Франция. През 1948 г. преминава в Торино, заедно с друг французин от италиански произход, Роджеро Грава от Руба-Турсо. Емиле Бонджорни загива в самолетната катастрофа в Суперга, близо до Торино на 4 май 1949 г.

## Отличия
- Серия А: 1948/49